# Sunna kanal
Sunna kanal är en kanal mellan Vämö och fastlandet i Karlskrona kommun.
På en karta från 1679 framgår att här ännu fanns ett sund. Det grundades dock upp under 1700-talet och i ett Kungligt Brev 1756 påmindes Karlskronaborna om att se till att kanalen inte fylldes igen och att bron över det underhölls. 1787 fördjupades kanalen på nytt. Sin nuvarande utformning fick den vid Oscarsvärnslinjens utbyggnad 1822-1870. Under rysk-japanska kriget användes kanalen för passage med torpedbåtar via en uppmuddrad ränna mellan Enholmen och Hästö. 